# Кузнечково (Фировский район)
Кузнечково — деревня в Фировском районе Тверской области России. Входит в состав Фировского сельского поселения.

## География
Деревня находится в северо-западной части Тверской области, в зоне хвойно-широколиственных лесов, на правом берегу реки Граничной, при автодороге 28Н-1912, на расстоянии примерно 2 километров (по прямой) к западо-северо-западу от Фирова, административного центра района. Абсолютная высота — 212 метров над уровнем моря.

### Климат
Климат характеризуется как умеренно континентальный. Среднегодовая температура воздуха — 3,8 °C. Средняя температура воздуха самого холодного месяца (января) — −10,5 °C (абсолютный минимум — −50 °C), средняя температура самого тёплого (июля) — 17,3 °С (абсолютный максимум — 36 °С). Годовое количество атмосферных осадков составляет 620—660 мм, из которых большая часть выпадает в тёплый период. Среднегодовая скорость ветра — 3,5 м/с, варьирует от 4,2 м/с в ноябре до 3 м/с в августе.

### Часовой пояс
Деревня Кузнечково, как и вся Тверская область, находится в часовой зоне МСК (московское время). Смещение применяемого времени относительно UTC составляет +3:00.

## Население
| 2010 |
| ---- |
| 48   |

### Национальный состав
Согласно результатам переписи 2002 года, в национальной структуре населения русские составляли 99 % из 70 чел.